# Saint Vincent zászlaja
Az „ékkövek” – a zöld rombuszok, illetve a zászló neve is – az „Antillák ékkövei” kifejezés rövid formája (az „Antillák ékkövei” a szigetek beceneve). Az ország természeti adottságaira utalnak az „ékkövek”: sok szigetből, sokféle nációból áll.
A kék szín az eget és a tengert, a zöld a dús növényzetet és az emberek vitalitását jelképezi. A sárga az aranyló tengerparti homokra, az emberek vidámságára és a meleg éghajlatra utal.